# Amphioplus peregrinator
Amphioplus peregrinator är en ormstjärneart som först beskrevs av Jean Baptiste François René Koehler 1912.  Amphioplus peregrinator ingår i släktet Amphioplus och familjen trådormstjärnor. Inga underarter finns listade i Catalogue of Life.